# Муслюмово (Азнакаевский район)
Муслю́мово (тат. Мөслим) — деревня в Азнакаевском районе Республики Татарстан, в составе Урсаевского сельского поселения.

## Этимология названия
Топоним произошёл от антропонима «Мөслим».

## География
Деревня находится на левом притоке реки Ик, в 36 км к северу от районного центра, города Азнакаево.

## Население
Динамика
По данным переписей, население деревни увеличивалось с 240 человек в 1889 году до 482 человек в 1926 году. В последующие годы численность населения деревни уменьшалась и в 2015 году составила 207 человек.
| 2002 | 2021 |
| ---- | ---- |
| 228  | ↘144 |

Национальный состав
Согласно результатам переписи 2002 года, в национальной структуре населения села татары составляли 96% из 228 человек.

## Религиозные объекты
Мечеть (с 2006 года).